# Jan Philipp Janzen
Jan Philipp Janzen (* 1976 in Siegen) ist ein deutscher Musiker. Er ist Mitgründer der Band Von Spar und Mitglied von Die Sterne und Urlaub in Polen. Als Dumbo Tracks veröffentlichte er 2022 und 2024 Soloalben.

## Leben
2000 stieg Janzen bei Urlaub in Polen ein und ist seitdem Schlagzeuger und mit Georg Brenner Co-Songwriter des Duos.
2003 gründete er mit Sebastian Blume, Thomas Mahmoud, Christopher Marquez und Phillip Tielsch die Band Von Spar. 2004 veröffentlichten sie ihr Debütalbum Die uneingeschränkte Freiheit der privaten Initiative auf L’age d’or. Nach vier weiteren Alben erhielt die Gruppe 2022 den Holger Czukay Preis für Popmusik der Stadt Köln.
Als Schlagzeuger tourte Janzen mit Scout Niblett, Owen Pallet und The Field. Mit letzterem und den Musikern Ada, Barnt, Jens-Uwe Beyer, Jörg Burger, John Harten, Mario Katz und John Stanier schloss er sich 2010 zu Cologne Tape zusammen.
Das 2020 erschienene Die Sterne Album Die Sterne wurde von Janzen produziert. Seit 2022 sind er und Phillip Tielsch offizielle Mitglieder der Band.
Unter dem Künstlernamen Dumbo Tracks veröffentlichte Jan Philipp Janzen 2022 sein erstes Soloalbum, an dem unter anderem Markus Archer (The Notwist), Eiko Ishibashi, Julian Knoth (Die Nerven), DJ Koze und Roosevelt als Gastmusiker mitwirkten. 2024 erschien das zweite Album Move With Intention mit Gesangsbeiträgen von Ada, Rubee Fegan, nothhingspecial, Portable und Marker Starling.
Janzen lehrt Komposition an der Essener Folkwang Universität der Künste.

## Diskografie (Auswahl)
Alben
Mit Urlaub in Polen
- 2002: Parsec (Rakete)
- 2004: White Spot (Rakete)
- 2006: Health and Welfare (Tomlab)
- 2009: Liquid (Strange Ways)
- 2011: Boldstriker (Strange Ways)
- 2020: All (Tapete)

Mit Von Spar
- 2004: Die uneingeschränkte Freiheit der privaten Initiative (L’age d’or)
- 2007: Von Spar (Tomlab)
- 2010: Foreigner (Italic)
- 2014: Streetlife (Itallic)
- 2019: Under Pressure (Bureau B)

Mit Cologne Tape
- 2017: Welt (Magazine)

Mit Die Sterne
- 2020 DIe Sterne (PIAS)
- 2022: Hallo Euphoria (PIAS)

Als Dumbo Tracks
- 2022: Dumbo Tracks (Italic)
- 2024 Move With Intention (Bureau B)

## Auszeichnungen (Auswahl)
Holger Czukay Preis für Popmusik der Stadt Köln, 2022

## Einzelbelege
1. ↑  "Von Spar" erhalten den "Holger Czukay Preis für Popmusik der Stadt Köln". In: stadt-koeln.de. 27. Oktober 2022, abgerufen am 2. April 2024.
2. ↑  Gemeinsam allein. In: Stadtrevue. Abgerufen am 3. April 2024.
3. ↑  Cologne Tape. In: europavox.com. Abgerufen am 3. April 2024 (englisch).
4. ↑  Artist Talk mit Frank Spilker & Philipp Janzen – Vortragsreihe des Instituts für Pop-Musik. In: folkwang-uni.de. Abgerufen am 3. April 2024.
5. ↑  Thomas Andre: Neues Album von Die Sterne: Dass wir das noch erleben dürfen! In: Hamburger Abendblatt. 16. September 2022, abgerufen am 3. April 2024.
6. ↑  Roosevelt und „Die Nerven“: „Von Spar“-Musiker veröffentlicht Solo-Projekt mit prominenten Gästen. In: Kölner Stadtanzeiger. 16. November 2022, abgerufen am 3. April 2024.
7. ↑  Tropical-Kraut-Funk: „Slow Despair“ von Dumbo Tracks. In: ByteFM. 16. April 2024, abgerufen am 30. April 2024.
8. ↑  Dumbo Tracks. In: Bureau B. Abgerufen am 30. April 2024.
9. ↑  Lehrende. In: folkwang-popinstitut.de. Abgerufen am 3. April 2024.

| Personendaten    | Personendaten       |
| ---------------- | ------------------- |
| NAME             | Janzen, Jan Philipp |
| KURZBESCHREIBUNG | deutscher Musiker   |
| GEBURTSDATUM     | 1976                |
| GEBURTSORT       | Siegen, Deutschland |